# فرانسیس نیکوزیا
فرانسیس نیکوزیا (انگلیسی: Francis R. Nicosia؛ زادهٔ ۲۹ اکتبر ۱۹۴۴) استاد دانشگاه اهل ایالات متحده آمریکا است.
وی همچنین برندهٔ جوایزی همچون برنامه فولبرایت شده‌است.